# Лиллакас, Аугуст Иоосепович
А́угуст Ли́ллакас (эст. August Lillakas; 10 января 1893 по н. ст., д. Выйпере, Эстляндская губерния, Российская империя — 8 декабря 1924) — эстонский коммунист, профессиональный революционер, один из командиров Эстляндской Красной Армии.

## Биография
Родился в деревне Выйпере волости Кадрина Эстляндской губернии Российской империи (ныне — Ляэне-Вирумаа, Эстония). В 1910—1911 годах учился в Кадринаской волостной школе, затем, в 1912—1916 годы -— в Везенбергской учительской семинарии. В 1916 году окончил Виленское военное училище по 1 разряду. Произведен в прапорщики. В Первую мировую войну служил офицером Российской императорской армии.
А. Лиллакас участвовал в Освободительной войне в Эстонии, командиром 3-го Тартуского стрелкового полка Эстляндской Красной Армии. Награждён орденом Красного Знамени.
Был одним из организаторов Перводекабрьского восстания в Эстонии в 1924 году, военным советником Я. Анвельта. После подавления Восстания Аугуст Лиллакас и его помощник, Рихард Кяэр пешком вышли из Таллинна, с тем, чтобы вернуться в Советский Союз. Руководитель восстания Я. Анвельт остался в Эстонии. Идти пришлось, обходя станции и населённые пункты лесами и болотами, так как в Эстонии разгорелась охота на повстанцев (продолжавшаяся неделю после Восстания), сопровождавшаяся массовыми арестами нелояльных граждан.
6 декабря, подойдя к станции Аэгвийду, А. Лиллакас и Р. Кяэр, уставшие и голодные, из-за серьёзного мороза решили здесь провести ночь в посёлке, в доме возле леса у работника — члена Компартии Эстонии Николая Богданова. Проспав полтора часа, они были арестованы полицией. Из ближайшего гарнизона — Тапа для их конвоирования были вызваны военные. Позже стало известно, что Николай Богданов был провокатором.
Из Аэгвийду А. Лиллакас и Р. Кяэр 8 декабря были доставлены в Тапа, в штаб полка бронепоездов.
После формального допроса был собран военный суд, на кратком заседании которого А. Лиллакас и Р. Кяэр были приговорены к смертной казни. Приговор был исполнен у болота на окраине города Тапа, где трупы и были закопаны.

## Память
29 сентября 1940 года, в период нахождения Эстонии в составе СССР, прах А. Лиллакаса и Р. Кяэра был перезахоронен в Молодежном парке Тапа.
1 декабря 1958 года на месте расстрела революционеров был установлен памятный знак.
В городе Тапа 9 января 1969 года был открыт мемориальный камень с надписью:
УЧАСТНИК ВООРУЖЕННОГО ВОССТАНИЯ В 1924 ГОДУ, 1 ДЕКАБРЯ
АУГУСТ ЛИЛЛАКАС (1894—1924)
УЧАСТНИК ВООРУЖЕННОГО ВОССТАНИЯ В 1924 ГОДУ, 1 ДЕКАБРЯ
В 1960—1970-е годы главная улица города Тапа, ранее и позже — Пикк (эст. Pikk tänav), называлась Лиллака (эст. Lillaka tänav).
Пионерский отряд I средней школы в Тапа носил имя Аугуста Лиллакаса.
После восстановления Эстонией независимости мемориальный камень в центре города был демонтирован и перенесён к городскому музею.